# National Football League 2023
La stagione NFL 2023 è stata la 104ª stagione sportiva della National Football League, la massima lega professionistica statunitense di football americano. La stagione è iniziata il 7 settembre 2023 e si è conclusa con il Super Bowl LVIII, disputatosi l'11 febbraio 2024 all'Allegiant Stadium di Paradise, Nevada, vinto dai Kansas City Chiefs – giunti al loro quarto titolo – sui San Francisco 49ers per 25 a 22 ai tempi supplementari.

## Transazioni di mercato

### Free agency
La free agency iniziò il 15 marzo 2023. Tra i giocatori degni di nota ad avere cambiato maglia vi furono:
- Quarterback: Jacoby Brissett (da Cleveland a Washington), Derek Carr (da Las Vegas a New Orleans), Andy Dalton (da New Orleans a Carolina), Sam Darnold (da Carolina a San Francisco), Jimmy Garoppolo (da San Francisco a Las Vegas), Taylor Heinicke (da Washington ad Atlanta) e Baker Mayfield (dai Los Angeles Rams a Tampa Bay)
- Running back: Dalvin Cook (da Minnesota ai New York Jets), Ezekiel Elliott (da Dallas a New England), Melvin Gordon (da Kansas City a Baltimore), Damien Harris (da New England a Buffalo), David Montgomery (da Chicago a Detroit), Latavius Murray (da Denver a Buffalo), Miles Sanders (da Philadelphia a Carolina), Devin Singletary (da Buffalo a Houston) e Jamaal Williams (da Detroit a New Orleans)
- Wide receiver: Nelson Agholor (da New England a Baltimore), Odell Beckham Jr. (dai Los Angeles Rams a Baltimore), D.J. Chark (da Detroit a Carolina), DeAndre Hopkins (da Arizona a Tennessee), Allen Lazard (da Green Bay ai New York Jets), Jakobi Meyers (da New England a Las Vegas), JuJu Smith-Schuster (da Kansas City a New England), Adam Thielen (da Minnesota a Carolina) e Robert Woods (da Tennessee a Houston)
- Tight ends: Mike Gesicki (da Miami a New England), Austin Hooper (da Tennessee a Las Vegas), Hayden Hurst (da Cincinnati a Carolina), Dalton Schultz (da Dallas a Houston) e Robert Tonyan (da Green Bay a Chicago)
- Offensive linemen: Orlando Brown Jr. (da Kansas City a Cincinnati), Nate Davis (da Tennessee a Chicago), Mike McGlinchey (da San Francisco a Denver), Connor McGovern (da Dallas a Buffalo), Ben Powers (da Baltimore a Denver), Donovan Smith (da Tampa Bay a Kansas City), Jawaan Taylor (da Jacksonville a Kansas City) e Andrew Wylie (da Kansas City a Washington)
- Defensive linemen: Zach Allen (da Arizona a Denver), Calais Campbell (da Baltimore ad Atlanta), Marcus Davenport (da New Orleans a Minnesota), Javon Hargrave (da Philadelphia a San Francisco), Dre'Mont Jones (da Denver a Seattle), Yannick Ngakoue (da Indianapolis a Chicago), David Onyemata (da New Orleans ad Atlanta) e Dalvin Tomlinson (da Minnesota a Cleveland)
- Linebacker: Frank Clark (da Kansas City a Denver), Tremaine Edmunds (da Buffalo a Chicago), T.J. Edwards (da Philadelphia a Chicago), Leonard Floyd (dai Los Angeles Rams a Buffalo), Eric Kendricks (da Minnesota ai Los Angeles Chargers) e Bobby Wagner (dai Los Angeles Rams a Seattle)
- Defensive back: Adrian Amos (da Green Bay ai New York Jets), Jessie Bates III (da Cincinnati ad Atlanta), C.J. Gardner-Johnson (da Philadelphia a Detroit),  Byron Murphy (da Arizona a Minnesota), Marcus Peters (da Baltimore a Las Vegas), Patrick Peterson (da Minnesota a Pittsburgh), Cameron Sutton (da Pittsburgh a Detroit), Juan Thornhill (da Kansas City a Cleveland) e Jimmie Ward (da San Francisco a Houston)
- Kicker: Matt Gay (dai Los Angeles Rams a Indianapolis) e Brandon McManus (da Denver a Jacksonville)
- Punter: Jake Bailey (da New England a Miami) e Riley Dixon (da Los Angeles Rams a Denver)

### Scambi
- 15 marzo: i Los Angeles Rams scambiarono il CB Jalen Ramsey con Miami per il TE Hunter Long e una scelta del terzo giro del Draft 2023.[3]
- 15 marzo: Indianapolis scambiò il CB Stephon Gilmore con Dallas per una scelta del quinto giro del Draft 2023.[4]
- 15 marzo: Las Vegas scambiò il TE Darren Waller con i New York Giants per una scelta del terzo giro del Draft 2023.[5]
- 15 marzo: Carolina scambiò il WR D.J. Moore, le scelte del primo e secondo giro del Draft 2023, una scelta del primo giro del Draft 2024 e una scelta del secondo giro del Draft 2025 con Chicago per la prima scelta assoluta del Draft 2023.[6]
- 22 marzo: i New York Jets scambiarono il WR Elijah Moore e una scelta del terzo giro del Draft 2023 con Cleveland per una scelta del secondo giro del Draft 2023.[7]
- 19 aprile: i Los Angeles Rams scambiarono il WR Allen Robinson e una scelta del settimo giro del Draft 2023 con Pittsburgh per una scelta del settimo giro del Draft 2023.[8]
- 24 aprile: Green Bay scambiò il QB Aaron Rodgers e le scelte del primo e quinto giro del Draft 2023 con i New York Jets per le scelte del primo, secondo e sesto giro del Draft 2023 e una possibile scelta del secondo giro del Draft 2024.[9]
- 29 aprile: Detroit scambiò il RB D'Andre Swift e una scelta del settimo giro del Draft 2023 con Philadelphia per una scelta del settimo giro del Draft 2023 e una scelta del quarto giro del Draft 2025.[10]
- 16 maggio: Minnesota scambiò il DE Za'Darius Smith e le scelte del sesto e settimo giro del Draft 2025 con Cleveland per le scelte del quinto giro del Draft 2024 e 2025.[11]
- 25 agosto: San Francisco scambiò il QB Trey Lance con Dallas per una scelta del quarto giro del Draft 2024.[12]
- 27 agosto: Cleveland scambiò l'OT Tyrone Wheatley Jr. con New England per il RB Pierre Strong Jr.[13]
- 27 agosto: Pittsburgh scambiò la G Kevin Dotson, le scelte del quinto giro del Draft 2024 e del sesto giro del Draft 2025 con i Los Angeles Rams per le scelte del quarto giro del Draft 2024 e del quinto giro del Draft 2025.[14]
- 29 agosto: New Orleans scambiò il K Wil Lutz con Denver per una scelta del settimo giro del Draft 2024.[15]
- 29 agosto: New England scambiò il K Nick Folk con Tennessee per una scelta del settimo giro del Draft 2025.[16]
- 29 agosto: Miami scambiò il CB Noah Igbinoghene con Dallas per il CB Kelvin Joseph.[17]
- 4 ottobre: i Los Angeles Chargers scambiarono il CB J.C. Jackson e una scelta del settimo giro del Draft 2025 con New England per una scelta del sesto giro del Draft 2025.[18]
- 10 ottobre: i Los Angeles Rams scambiarono il WR Van Jefferson e una scelta del settimo giro del Draft 2025 con Atlanta per una scelta del sesto giro del Draft 2025.[19]
- 18 ottobre: i New York Jets scambiarono il WR Mecole Hardman e una scelta del settimo giro del Draft 2025 per una scelta del sesto giro del Draft 2025.[20]
- 23 ottobre: Tennessee scambiò la S Kevin Byard con Philadelphia per la S Terrell Edmunds e le scelte del quinto e del sesto giro del Draft 2024.[21]
- 30 ottobre: i New York Giants scambiarono il DE Leonard Williams con Seattle per una scelta del secondo giro del Draft 2024 e una del quinto giro del Draft 2025.[22]
- 31 ottobre: Washington scambiò il DE Montez Sweat con Chicago per una scelta del secondo giro del Draft 2024.[23]
- 31 ottobre: Washington scambiò il DE Chase Young con San Francisco per una scelta del terzo giro del Draft 2024.[24]
- 31 ottobre: Green Bay scambiò il CB Rasul Douglas e una scelta del quinto giro del Draft 2024 con Buffalo per una scelta del terzo giro del Draft 2024.[25]

### Ritiri

#### Ritiri degni di nota
- QB Tom Brady – quindici volte Pro Bowler, sei volte All-Pro (tre first-team, tre second-team), sette volte vincitore del Super Bowl (XXXVI, XXXVIII, XXXIX, XLIX, LI, LIII e LV), cinque volte MVP del Super Bowl (XXXVI, XXXVIII, XLIX, LI e LV), tre volte MVP della NFL (2007, 2010 e 2017), due volte giocatore offensivo dell'anno (2007 e 2010) e Comeback Player of the Year 2009. Giocò per New England e Tampa Bay nel corso di 23 anni di carriera.[26]
- WR A.J. Green – sette volte Pro Bowler e due volte second-team All-Pro. Giocò per Cincinnati e Arizona nel corso di 12 anni di carriera.[27]
- DT Gerald McCoy – sei volte Pro Bowler e tre volte All-Pro (una first-team, due second-team). Giocò per Tampa Bay, Carolina e Las Vegas nel corso di 12 anni di carriera.[28]
- DE J.J. Watt – cinque volte Pro Bowler, sette volte All-Pro (cinque first-team, due second-team), tre volte difensore dell'anno (2012, 2014 e 2015) e Walter Payton Man of the Year 2017. Giocò per Houston e Arizona nel corso di 12 anni di carriera.[29]

#### Altri ritiri
- Nasir Adderley[30]
- Chris Banjo[31]
- Giovani Bernard[32]
- Jared Bernhardt[33]
- Austin Blythe[34]
- Josh Bynes[35]
- Jamie Collins[36]
- Brandon Copeland[37]
- Chase Daniel[38]
- Corey Davis[39]
- Donte Deayon[40]
- Laurent Duvernay-Tardif[41]
- Ben Ellefson[42]
- Robbie Gould[43]
- Chad Henne[44]
- Dont'a Hightower[45]
- Jeremy Hill[46]
- Kevin Huber[47]
- Mark Ingram[48]
- Myles Jack[49]
- DeSean Jackson[50]
- Justin Jackson[51]
- Malik Jackson[52]
- Tony Jefferson[53]
- Brett Kern[54]
- Christian Kirksey[55]
- Josh Lambo[56]
- Blake Martinez[57]
- Devin McCourty[58]
- Sony Michel[59]
- Carl Nassib[60]
- Alec Ogletree[61]
- Russell Okung[62]
- Corey Peters[63]
- John Ross[64]
- Chase Roullier[65]
- Kyle Rudolph[66]
- Brandon Shell[67]
- Davis Webb[31]
- Eli Wolf[68]
- Jabari Zuniga[69]

### Draft

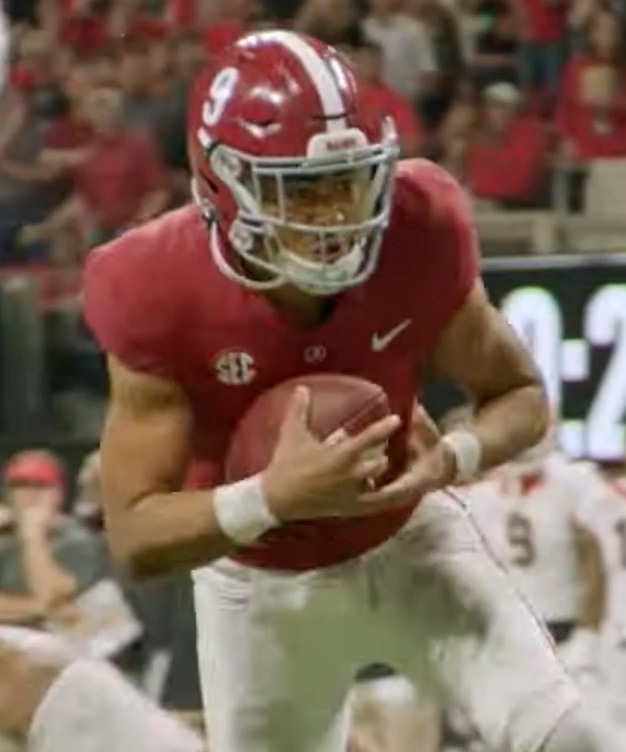
La prima scelta assoluta Bryce Young, vincitore dell'Heisman Trophy 2021

Il Draft NFL 2023 si è tenuto a Kansas City, Missouri, dal 27 al 29 aprile. La prima scelta assoluta, in possesso dei Chicago Bears, fu successivamente ceduta ai Carolina Panthers, che selezionarono il quarterback da Alabama Bryce Young.

## Stagione regolare
La stagione regolare è iniziata il 7 settembre 2023 con l'incontro tra i Kansas City Chiefs, vincitori del Super Bowl LVII, contro i Detroit Lions. Gli accoppiamenti intraconference e interconference sono stati i seguenti:
Intraconference
- AFC East vs. AFC West
- AFC North vs. AFC South
- NFC East vs. NFC West
- NFC North vs. NFC South

Interconference
- AFC East vs. NFC East
- AFC North vs. NFC West
- AFC South vs. NFC South
- AFC West vs. NFC North

Gara supplementare Interconference
- NFC East contro AFC West
- NFC North contro AFC North
- NFC South contro AFC East
- NFC West contro AFC South

### Risultati stagione regolare
- La qualificazione ai play-off è indicata in verde (tra parentesi è indicato il seed).

| AFC East             |    |    |   |     |     |     |
| Squadra              | V  | S  | P | PCT | PF  | PS  |
| (2) Buffalo Bills    | 11 | 6  | 0 | 647 | 451 | 311 |
| (6) Miami Dolphins   | 11 | 6  | 0 | 647 | 496 | 391 |
| New York Jets        | 7  | 10 | 0 | 412 | 268 | 355 |
| New England Patriots | 4  | 13 | 0 | 235 | 236 | 366 |

| NFC East                |    |    |   |     |     |     |
| Squadra                 | V  | S  | P | PCT | PF  | PS  |
| (2) Dallas Cowboys      | 12 | 5  | 0 | 706 | 509 | 315 |
| (5) Philadelphia Eagles | 11 | 6  | 0 | 647 | 433 | 428 |
| New York Giants         | 6  | 11 | 0 | 353 | 266 | 407 |
| Washington Commanders   | 4  | 13 | 0 | 235 | 329 | 518 |

| AFC North               |    |   |   |     |     |     |
| Squadra                 | V  | S | P | PCT | PF  | PS  |
| (1) Baltimore Ravens    | 13 | 4 | 0 | 765 | 483 | 280 |
| (5) Cleveland Browns    | 11 | 6 | 0 | 647 | 396 | 362 |
| (7) Pittsburgh Steelers | 10 | 7 | 0 | 588 | 304 | 324 |
| Cincinnati Bengals      | 9  | 8 | 0 | 529 | 366 | 384 |

| NFC North             |    |    |   |     |     |     |
| Squadra               | V  | S  | P | PCT | PF  | PS  |
| (3) Detroit Lions     | 12 | 5  | 0 | 706 | 461 | 395 |
| (7) Green Bay Packers | 9  | 8  | 0 | 529 | 383 | 350 |
| Minnesota Vikings     | 7  | 10 | 0 | 412 | 344 | 362 |
| Chicago Bears         | 7  | 10 | 0 | 412 | 360 | 379 |

| AFC South            |    |    |   |     |     |     |
| Squadra              | V  | S  | P | PCT | PF  | PS  |
| (4) Houston Texans   | 10 | 7  | 0 | 588 | 377 | 353 |
| Jacksonville Jaguars | 9  | 8  | 0 | 529 | 377 | 371 |
| Indianapolis Colts   | 9  | 8  | 0 | 529 | 396 | 415 |
| Tennessee Titans     | 6  | 11 | 0 | 353 | 305 | 367 |

| NFC South                |   |    |   |     |     |     |
| Squadra                  | V | S  | P | PCT | PF  | PS  |
| (4) Tampa Bay Buccaneers | 9 | 8  | 0 | 529 | 348 | 325 |
| New Orleans Saints       | 9 | 8  | 0 | 529 | 402 | 327 |
| Atlanta Falcons          | 7 | 10 | 0 | 412 | 321 | 373 |
| Carolina Panthers        | 2 | 15 | 0 | 118 | 236 | 416 |

| AFC West               |    |    |   |     |     |     |
| Squadra                | V  | S  | P | PCT | PF  | PS  |
| (3) Kansas City Chiefs | 11 | 6  | 0 | 647 | 371 | 294 |
| Las Vegas Raiders      | 8  | 9  | 0 | 471 | 332 | 331 |
| Denver Broncos         | 8  | 9  | 0 | 471 | 357 | 413 |
| Los Angeles Chargers   | 5  | 12 | 0 | 294 | 334 | 385 |

| NFC West                |    |    |   |     |     |     |
| Squadra                 | V  | S  | P | PCT | PF  | PS  |
| (1) San Francisco 49ers | 12 | 5  | 0 | 706 | 491 | 298 |
| (6) Los Angeles Rams    | 10 | 7  | 0 | 588 | 404 | 377 |
| Seattle Seahawks        | 9  | 8  | 0 | 529 | 364 | 402 |
| Arizona Cardinals       | 4  | 13 | 0 | 235 | 330 | 455 |

spareggi
1. ↑  I Bills hanno ottenuto il seed 2 sui Chiefs e i Dolphins in base alle vittorie negli scontri diretti.
2. ↑  I Cowboys hanno ottenuto il seed 2 sui Lions in base alla vittoria nello scontro diretto.
3. ↑  I Commanders hanno finito davanti ai Cardinals in base alla vittoria nello scontro diretto.
4. ↑  I Browns hanno ottenuto il seed 5 sui Dolphins in base al miglior record di vittorie di conference (8-4 contro 7-5).
5. ↑  I Bengals hanno finito davanti ai Jaguars in base alla vittoria nello scontro diretto.
6. ↑  I Packers hanno ottenuto il seed 7 sui Seahawks e i Saints rispettivamente in base al maggior coefficiente di difficoltà degli avversari sconfitti (.458 contro .392) e al miglior record di vittorie di conference (7-5 contro 6-6).
7. ↑  I Vikings hanno finito davanti ai Falcons e ai Bears rispettivamente in base alla vittoria nello scontro diretto e alle vittorie con gli stessi avversari (4-7 contro 3-8).
8. ↑  I Bears hanno finito davanti ai Falcons in base alla vittoria nello scontro diretto.
9. ↑  I Jaguars hanno finito davanti ai Colts in base alle vittorie negli scontri diretti.
10. ↑  I Buccaneers hanno ottenuto il seed 4 sui Saints in base alle vittorie con gli stessi avversari (8-4 contro 6-6).
11. ↑  I Raiders hanno finito davanti ai Broncos in base alle vittorie negli scontri diretti.
12. ↑  I 49ers hanno ottenuto il seed 1 sui Cowboys e sui Lions in base al miglior record di vittorie di conference (10-2 contro rispettivamente 9-3 e 8-4).
13. ↑  I Seahwaks hanno finito davanti ai Saints in base al miglior record di vittorie di conference (7-5 contro 6-6).

## Play-off
I play-off sono incominciati il 13, 14 e 15 gennaio 2024 con il Wild Card Round. Si sono quindi disputati i Divisional Playoff il 20 e il 21 gennaio e i Conference Championship il 28 gennaio. Il Super Bowl LVIII si è disputato l'11 febbraio 2024 all'Allegiant Stadium di Paradise, Nevada.

### Seeding
| Seed | American Football Conference            | National Football Conference               |
| ---- | --------------------------------------- | ------------------------------------------ |
| 1    | Baltimore Ravens (vincitori AFC North)  | San Francisco 49ers (vincitori NFC West)   |
| 2    | Buffalo Bills (vincitori AFC East)      | Dallas Cowboys (vincitori NFC East)        |
| 3    | Kansas City Chiefs (vincitori AFC West) | Detroit Lions (vincitori NFC North)        |
| 4    | Houston Texans (vincitori AFC South)    | Tampa Bay Buccaneers (vincitori NFC South) |
| 5    | Cleveland Browns (Wild Card)            | Philadelphia Eagles (Wild Card)            |
| 6    | Miami Dolphins (Wild Card)              | Los Angeles Rams (Wild Card)               |
| 7    | Pittsburgh Steelers (Wild Card)         | Green Bay Packers (Wild Card)              |

### Incontri
| Wild Card Game | Wild Card Game                     | Wild Card Game                     | Wild Card Game                     |                                 |                               | Divisional Play-off           | Divisional Play-off           | Divisional Play-off     |             |    | Conference Championship | Conference Championship | Conference Championship |  |  | Super Bowl LVIII | Super Bowl LVIII | Super Bowl LVIII | Super Bowl LVIII | Super Bowl LVIII |
|                |                                    |                                    |                                    |                                 |                               |                               |                               |                         |             |    |                         |                         |                         |  |  |                  |                  |                  |                  |                  |
|                |                                    |                                    |                                    |                                 |                               |                               |                               |                         |             |    |                         |                         |                         |  |  |                  |                  |                  |                  |                  |
|                | 14 gennaio - Ford Field            | 14 gennaio - Ford Field            | 14 gennaio - Ford Field            |                                 |                               | 21 gennaio - Ford Field       | 21 gennaio - Ford Field       | 21 gennaio - Ford Field |             |    |                         |                         |                         |  |  |                  |                  |                  |                  |                  |
|                | 6                                  | L.A. Rams                          | 23                                 |                                 |                               | 21 gennaio - Ford Field       | 21 gennaio - Ford Field       | 21 gennaio - Ford Field |             |    |                         |                         |                         |  |  |                  |                  |                  |                  |                  |
|                | 6                                  | L.A. Rams                          | 23                                 |                                 |                               | 21 gennaio - Ford Field       | 21 gennaio - Ford Field       | 21 gennaio - Ford Field |             |    |                         |                         |                         |  |  |                  |                  |                  |                  |                  |
|                | 3                                  | Detroit                            | 24                                 |                                 |                               | 21 gennaio - Ford Field       | 21 gennaio - Ford Field       | 21 gennaio - Ford Field |             |    |                         |                         |                         |  |  |                  |                  |                  |                  |                  |
|                | 3                                  | Detroit                            | 24                                 | 4                               | Tampa Bay                     | 23                            |                               |                         |             |    |                         |                         |                         |  |  |                  |                  |                  |                  |                  |
|                |                                    |                                    |                                    | 4                               | Tampa Bay                     | 23                            | 28 gennaio - Levi's Stadium   |                         |             |    |                         |                         |                         |  |  |                  |                  |                  |                  |                  |
|                | 15 gennaio - Raymond James Stadium | 15 gennaio - Raymond James Stadium | 15 gennaio - Raymond James Stadium |                                 | 3                             | Detroit                       | 31                            |                         |             |    |                         |                         |                         |  |  |                  |                  |                  |                  |                  |
|                | 15 gennaio - Raymond James Stadium | 15 gennaio - Raymond James Stadium | 15 gennaio - Raymond James Stadium |                                 | 3                             | Detroit                       | 31                            |                         |             |    |                         |                         |                         |  |  |                  |                  |                  |                  |                  |
|                | 15 gennaio - Raymond James Stadium | 15 gennaio - Raymond James Stadium | 15 gennaio - Raymond James Stadium |                                 |                               |                               |                               |                         |             |    |                         |                         |                         |  |  |                  |                  |                  |                  |                  |
|                | 5                                  | Philadelphia                       | 9                                  | 3                               | Detroit                       | 31                            |                               |                         |             |    |                         |                         |                         |  |  |                  |                  |                  |                  |                  |
|                | 5                                  | Philadelphia                       | 9                                  | 3                               | Detroit                       | 31                            | 20 gennaio - Levi's Stadium   |                         |             |    |                         |                         |                         |  |  |                  |                  |                  |                  |                  |
|                | 4                                  | Tampa Bay                          | 32                                 |                                 |                               | 1                             | San Francisco                 | 34                      |             |    |                         |                         |                         |  |  |                  |                  |                  |                  |                  |
|                | 4                                  | Tampa Bay                          | 32                                 |                                 |                               | 1                             | San Francisco                 | 34                      |             |    |                         |                         |                         |  |  |                  |                  |                  |                  |                  |
|                |                                    |                                    |                                    |                                 |                               |                               |                               |                         |             |    |                         |                         |                         |  |  |                  |                  |                  |                  |                  |
|                | 14 gennaio - AT&T Stadium          | 14 gennaio - AT&T Stadium          | 14 gennaio - AT&T Stadium          | 7                               | Green Bay                     | 21                            |                               |                         |             |    |                         |                         |                         |  |  |                  |                  |                  |                  |                  |
|                | 14 gennaio - AT&T Stadium          | 14 gennaio - AT&T Stadium          | 14 gennaio - AT&T Stadium          | 7                               | Green Bay                     | 21                            |                               |                         |             |    |                         |                         |                         |  |  |                  |                  |                  |                  |                  |
|                | 14 gennaio - AT&T Stadium          | 14 gennaio - AT&T Stadium          | 14 gennaio - AT&T Stadium          | 1                               | San Francisco                 | 24                            |                               |                         |             |    |                         |                         |                         |  |  |                  |                  |                  |                  |                  |
|                | 7                                  | Green Bay                          | 48                                 | 1                               | San Francisco                 | 24                            |                               |                         |             |    |                         |                         |                         |  |  |                  |                  |                  |                  |                  |
|                | 7                                  | Green Bay                          | 48                                 | 11 febbraio - Allegiant Stadium |                               |                               |                               |                         |             |    |                         |                         |                         |  |  |                  |                  |                  |                  |                  |
|                | 2                                  | Dallas                             | 32                                 |                                 |                               |                               |                               |                         |             |    |                         |                         |                         |  |  |                  |                  |                  |                  |                  |
|                | 2                                  | Dallas                             | 32                                 |                                 |                               |                               |                               |                         |             |    |                         |                         |                         |  |  |                  |                  |                  |                  |                  |
|                |                                    |                                    |                                    |                                 |                               |                               |                               |                         |             |    |                         |                         |                         |  |  |                  |                  |                  |                  |                  |
|                | N1                                 | San Francisco                      | 22                                 |                                 |                               |                               |                               |                         |             |    |                         |                         |                         |  |  |                  |                  |                  |                  |                  |
|                | N1                                 | San Francisco                      | 22                                 |                                 |                               |                               |                               |                         |             |    |                         |                         |                         |  |  |                  |                  |                  |                  |                  |
|                | 15 gennaio - Highmark Stadium      | 15 gennaio - Highmark Stadium      | 15 gennaio - Highmark Stadium      | 21 gennaio - Highmark Stadium   | 21 gennaio - Highmark Stadium | 21 gennaio - Highmark Stadium |                               | A3                      | Kansas City | 25 |                         |                         |                         |  |  |                  |                  |                  |                  |                  |
|                | 15 gennaio - Highmark Stadium      | 15 gennaio - Highmark Stadium      | 15 gennaio - Highmark Stadium      | 21 gennaio - Highmark Stadium   | 21 gennaio - Highmark Stadium | 21 gennaio - Highmark Stadium |                               | A3                      | Kansas City | 25 |                         |                         |                         |  |  |                  |                  |                  |                  |                  |
|                | 15 gennaio - Highmark Stadium      | 15 gennaio - Highmark Stadium      | 15 gennaio - Highmark Stadium      | 21 gennaio - Highmark Stadium   | 21 gennaio - Highmark Stadium | 21 gennaio - Highmark Stadium |                               |                         |             |    |                         |                         |                         |  |  |                  |                  |                  |                  |                  |
|                | 7                                  | Pittsburgh                         | 17                                 | 21 gennaio - Highmark Stadium   | 21 gennaio - Highmark Stadium | 21 gennaio - Highmark Stadium |                               |                         |             |    |                         |                         |                         |  |  |                  |                  |                  |                  |                  |
|                | 7                                  | Pittsburgh                         | 17                                 | 21 gennaio - Highmark Stadium   | 21 gennaio - Highmark Stadium | 21 gennaio - Highmark Stadium |                               |                         |             |    |                         |                         |                         |  |  |                  |                  |                  |                  |                  |
|                | 2                                  | Buffalo                            | 31                                 | 21 gennaio - Highmark Stadium   | 21 gennaio - Highmark Stadium | 21 gennaio - Highmark Stadium |                               |                         |             |    |                         |                         |                         |  |  |                  |                  |                  |                  |                  |
|                | 2                                  | Buffalo                            | 31                                 | 3                               | Kansas City                   | 27                            |                               |                         |             |    |                         |                         |                         |  |  |                  |                  |                  |                  |                  |
|                |                                    |                                    |                                    | 3                               | Kansas City                   | 27                            | 28 gennaio - M&T Bank Stadium |                         |             |    |                         |                         |                         |  |  |                  |                  |                  |                  |                  |
|                | 13 gennaio - Arrowhead Stadium     | 13 gennaio - Arrowhead Stadium     | 13 gennaio - Arrowhead Stadium     |                                 | 2                             | Buffalo                       | 24                            |                         |             |    |                         |                         |                         |  |  |                  |                  |                  |                  |                  |
|                | 13 gennaio - Arrowhead Stadium     | 13 gennaio - Arrowhead Stadium     | 13 gennaio - Arrowhead Stadium     |                                 | 2                             | Buffalo                       | 24                            |                         |             |    |                         |                         |                         |  |  |                  |                  |                  |                  |                  |
|                | 13 gennaio - Arrowhead Stadium     | 13 gennaio - Arrowhead Stadium     | 13 gennaio - Arrowhead Stadium     |                                 |                               |                               |                               |                         |             |    |                         |                         |                         |  |  |                  |                  |                  |                  |                  |
|                | 6                                  | Miami                              | 7                                  | 3                               | Kansas City                   | 17                            |                               |                         |             |    |                         |                         |                         |  |  |                  |                  |                  |                  |                  |
|                | 6                                  | Miami                              | 7                                  | 3                               | Kansas City                   | 17                            | 20 gennaio - M&T Bank Stadium |                         |             |    |                         |                         |                         |  |  |                  |                  |                  |                  |                  |
|                | 3                                  | Kansas City                        | 26                                 |                                 |                               | 1                             | Baltimore                     | 10                      |             |    |                         |                         |                         |  |  |                  |                  |                  |                  |                  |
|                | 3                                  | Kansas City                        | 26                                 |                                 |                               | 1                             | Baltimore                     | 10                      |             |    |                         |                         |                         |  |  |                  |                  |                  |                  |                  |
|                |                                    |                                    |                                    |                                 |                               |                               |                               |                         |             |    |                         |                         |                         |  |  |                  |                  |                  |                  |                  |
|                | 13 gennaio - NRG Stadium           | 13 gennaio - NRG Stadium           | 13 gennaio - NRG Stadium           | 4                               | Houston                       | 10                            |                               |                         |             |    |                         |                         |                         |  |  |                  |                  |                  |                  |                  |
|                | 13 gennaio - NRG Stadium           | 13 gennaio - NRG Stadium           | 13 gennaio - NRG Stadium           | 4                               | Houston                       | 10                            |                               |                         |             |    |                         |                         |                         |  |  |                  |                  |                  |                  |                  |
|                | 13 gennaio - NRG Stadium           | 13 gennaio - NRG Stadium           | 13 gennaio - NRG Stadium           | 1                               | Baltimore                     | 34                            |                               |                         |             |    |                         |                         |                         |  |  |                  |                  |                  |                  |                  |
|                | 5                                  | Cleveland                          | 14                                 | 1                               | Baltimore                     | 34                            |                               |                         |             |    |                         |                         |                         |  |  |                  |                  |                  |                  |                  |
|                | 5                                  | Cleveland                          | 14                                 |                                 |                               |                               |                               |                         |             |    |                         |                         |                         |  |  |                  |                  |                  |                  |                  |
|                | 4                                  | Houston                            | 45                                 |                                 |                               |                               |                               |                         |             |    |                         |                         |                         |  |  |                  |                  |                  |                  |                  |
|                | 4                                  | Houston                            | 45                                 |                                 |                               |                               |                               |                         |             |    |                         |                         |                         |  |  |                  |                  |                  |                  |                  |

### Vincitore
| Vincitori del Super Bowl LVIII Kansas City Chiefs 4º titolo |

## Cambi di allenatore

### Prima dell'inizio della stagione
| Squadra            | Allenatore 2022   | Allenatore a interim | Allenatore 2023 | Ragione       |
| ------------------ | ----------------- | -------------------- | --------------- | ------------- |
| Arizona Cardinals  | Kliff Kingsbury   | Kliff Kingsbury      | Jonathan Gannon | Licenziamento |
| Carolina Panthers  | Matt Rhule        | Steve Wilks          | Frank Reich     | Licenziamento |
| Denver Broncos     | Nathaniel Hackett | Jerry Rosburg        | Sean Payton     | Licenziamento |
| Houston Texans     | Lovie Smith       | Lovie Smith          | DeMeco Ryans    | Licenziamento |
| Indianapolis Colts | Frank Reich       | Jeff Saturday        | Shane Steichen  | Licenziamento |

### Durante la stagione
| Squadra              | Allenatore     | Ragione       | Sostituto ad interim |
| -------------------- | -------------- | ------------- | -------------------- |
| Las Vegas Raiders    | Josh McDaniels | Licenziamento | Antonio Pierce       |
| Carolina Panthers    | Frank Reich    | Licenziamento | Chris Tabor          |
| Los Angeles Chargers | Brandon Staley | Licenziamento | Giff Smith           |

## Record e traguardi
Settimana 1
- Justin Jefferson stabilì il record per il maggior numero di partite con almeno 150 yard su ricezione prima di compiere i 25 anni d'età, con 9. Il precedente primato di 8 era condiviso con Randy Moss.[78]
- Tyreek Hill stabilì il record per il maggior numero di partite con almeno 200 yard e 2 touchdown su ricezione, con 3. Il precedente primato di 2 era condiviso con altri 9 giocatori.[78]
- Anthony Richardson divenne il giocatore più giovane a lanciare un touchdown e a segnarne uno su corsa nella stessa partita, riuscendoci all'età di 21 anni e 111 giorni.[78]
- Aaron Rodgers eguaglió John Elway al sesto posto per numero di vittorie in qualità di quarterback titolare, con 148.[79]

Settimana 2
- Puka Nacua stabilì il record per il maggior numero di ricezioni in una partita da parte di un rookie, con 15. Il precedente primato di 14 era condiviso da quattro giocatori.[80]
- Nacua divenne anche il primo rookie a far registrare almeno 10 ricezioni e 100 yard ricevute in entrambe le prime due gare della stagione.[80]
- Nacua stabilì anche il record per il maggior numero di ricezioni nelle prime due gare in carriera, con 25. Il precedente primato di 19 era detenuto da Earl Cooper.[81]
- Travis Kelce superò Shannon Sharpe al quarto posto per ricezioni in carriera da parte di un tight end.[80]
- C.J. Stroud stabilì il record nell'era del Super Bowl per il maggior numero di yard passate da un rookie nelle prime due gare come titolare, con 626.[80]

Settimana 3
- Matt Gay divenne il primo giocatore a segnare quattro field goal tutti da 50 o più yard in una gara.[82]
- Keenan Allen stabilì il record per il maggior numero di ricezioni in una gara per un giocatore che segnò anche un touchdown su ricezione, con 18. Il precedente primato di 12 ricezioni era condiviso da Tarik Cohen e Jerry Rice.[82]
- Patrick Mahomes divenne il giocatore a raggiungere le 25.000 yard passate nel minor numero di partite, ossia 83. Il precedente primato di 90 gare era detenuto da Matthew Stafford.[82]
- I Miami Dolphins divennero la terza squadra a segnare 70 punti in una partita della stagione regolare, dopo i Los Angeles Rams del 1950 e i Washington Redskins del 1966.[83]
- I Dolphins divennero inoltre la seconda squadra con almeno 700 yard guadagnate in una singola gara, dopo i Los Angeles Rams del 1951 e anche la prima squadra a segnare cinque touchdown su corsa e cinque su ricezione nella stessa partita. [84]

Settimana 4
- C.J. Stroud divenne il primo giocatore ad avere 1.200 yard passate e nessun intercetto nelle sue prime quattro gare in carriera.[85]
- Khalil Mack eguagliò il record di Derrick Thomas per il maggior numero di gare in carriera con almeno cinque sack, con due.[85]
- Puka Nacua stabilì il record per il maggior numero di ricezioni nelle prime quattro gare in carriera, con 39. Il precedente primato di 30 ricezioni era detenuto da Anquan Boldin.[85][86]
- Nacua stabilì anche il record per il maggior numero di yard ricevute nelle prime quattro gare in carriera, con 501 yard, e divenne inoltre il secondo giocatore, dopo Harlon Hill, con almeno 100 yard ricevute in tre delle sue prime quattro partite in carriera.[85]

Settimana 5
- C.J. Stroud stabilì il record per il maggior numero di passaggi tentati senza subire un intercetto nelle prime gare in carriera, con 186 passaggi. Il precedente record di 176 passaggi era detenuto da Dak Prescott.[87]
- Patrick Mahomes divenne il decimo quarterback a battere tutte le altre 31 squadre della NFL, esclusa la propria squadra. Inoltre fu il più giovane a raggiungere tale traguardo riuscendoci all'età di 28 anni e 21 giorni, migliorando il precedente primato di 30 anni e 86 giorni detenuto da Tom Brady.[88]
- I Miami Dolphins stabilirono il record per il maggior numero di yard totali guadagnate nelle prime cinque gare stagionali, con 2.568. Il precedente record di 2.527 yard era detenuto dai St. Louis Rams dalla stagione 2000.[87][89]

Settimana 7
- Dustin Hopkins divenne il primo giocatore a segnare un field goal da almeno 50 yard in cinque gare consecutive.[90]
- Myles Garrett divenne il primo giocatore nelle ultime 30 stagioni ad avere nella stessa partita più sack, più fumble forzati e un field goal bloccato.[91]
- Patrick Mahomes divenne il giocatore ad impiegare il minor numero di partite per raggiungere le 10 gare con almeno 400 yard passate, con 87. Il precedente primato era detenuto da Dan Marino con 90 partite.[91]
- Travis Kelce divenne il tight end con il maggior numero di gare con almeno 10 ricezioni e 150 yard ricevute, con cinque. Divenne inoltre il secondo tight end con cinque partite in carriera con almeno 150 yard ricevute, preceduto solo da Shannon Sharpe con sei partite.[91]
- Bill Belichick divenne il terzo capo-allenatore con almeno 300 vittorie in stagione regolare, eguagliando George Halas (318 vittorie) e Don Shula (328 vittorie).[92]

Settimana 9
- C.J. Stroud stabilì il record per il maggior numero di yard passate in una gara da un rookie, con 470. Il precedente primato di 433 yard era detenuto da Andrew Luck.[93]
- Stroud eguaglió inoltre il record per il maggior numero di passaggi da touchdown in una gara da un rookie, con cinque. Record condiviso con altri cinque giocatori.[93]
- A.J. Cole stabilì il record per la media di yard su punt in una gara, con 63,6. Il precedente primato di 63,0 yard era detenuto da Andy Lee.[94]

Settimana 10
- C.J. Stroud divenne il secondo rookie con almeno 800 yard passate complessivamente in due partite consecutive, eguagliando Cam Newton.[95]
- Stroud inoltre eguaglió il record per un rookie per il maggior numero di gare con almeno 350 yard passate, con tre. Record condiviso con Newton e Andrew Luck.[95]
- Justin Herbert stabilì il record per il maggior numero di yard passate nelle prime quattro stagioni in carriera, con 16.438. Il precedente primato di 16.418 yard era detenuto da Dan Marino.[96]

Settimana 11
- Josh Allen stabilì il record per il maggior numero di touchdown nelle prime sei stagioni in carriera, con 205. Il precedente primato di 204 touchdown era detenuto da Patrick Mahomes.[97]
- Tyreek Hill divenne il primo giocatore nell'era del Super Bowl ad avere almeno 1.200 yard ricevute nelle prime dieci gare di una stagione.[97]

Settimana 12
- DaRon Bland stabilì il record per il maggior numero di intercetti ritornati in touchdown in una stagione, con cinque. Il precedente primato di quattro intercetti ritornati era condiviso con Eric Allen, Ken Houston e Jim Kearney.[98]
- Jalen Hurts divenne il primo quarterback con almeno 10 touchdown su corsa in tre stagioni consecutive.[99]
- Hurts stabilì anche il record per il maggior numero di gare con almeno due touchdown su corsa per un quarterback, con 11. Il precedente primato di 10 gare era detenuto da Cam Newton.[99]
- C.J. Stroud divenne il primo rookie con almeno 300 yard passate in quattro gare consecutive.[99]
- Lamar Jackson divenne il quarto quarterback a raggiungere le 5.000 yard corse in carriera, dopo Newton, Michael Vick, e Russell Wilson.[99] Jackson divenne il più veloce a raggiungere tale traguardo, riuscendoci in 82 partite, migliorando il precedente primato di 104 partite detenuto da Vick.[100]
- Patrick Mahomes stabilì il record per il maggior numero di partite con almeno due passaggi da touchdown nelle prime sette stagioni in carriera, con 66. Il precedente primato di 65 partite era detenuto da Dan Marino.[99]
- Travis Kelce divenne il quarto tight end a raggiungere le 11.000 yard ricevute in carriera, dopo Antonio Gates, Tony Gonzalez e Jason Witten.  Kelce divenne il più veloce a raggiungere tale traguardo, riuscendoci in 154 gare, migliorando il precedente primato di 191 gare detenuto da Gonzalez.[99]

Settimana 13
- C.J. Stroud stabilì il record per il maggior numero di yard passate da un rookie in cinque gare consecutive, con 1.740. Il precedente primato di 1.625 yard era detenuto da Andrew Luck.[101]
- Tyreek Hill stabilì il record per il maggior numero di gare con almeno 150 yard su ricezione e un touchdown, con cinque. Il precedente primato di quattro era condiviso da cinque giocatori, tra cui Lance Alworth e Don Maynard.[102]
- Hill inoltre raggiunse Bobby Mitchell al quinto posto per il maggior numero di touchdown segnati da almeno 60 yard, con 20.[103]
- Sam LaPorta divenne il secondo tight end rookie dal 1970 con almeno 140 yard ricevute e un touchdown su ricezione in una gara, eguagliando Pete Mitchell.[103]
- Russell Wilson superò Dan Marino al secondo posto per il maggior numero di touchdown passati nelle prime 12 stagioni in carriera.[104]
- Puka Nacua superò Mike Williams al secondo posto per il maggior numero di yard ricevute da un rookie selezionato dopo la 100ª scelta di un draft.[103]
- Christian McCaffrey divenne il terzo giocatore con almeno 50 touchdown su corsa e 25 touchdown su ricezione, eguagliando Marshall Faulk e Lenny Moore.[103]
- Jordan Love divenne il quinto quarterback nell'era del Super Bowl con quattro gare nelle prime 13 da titolare con almeno tre touchdown passati e nessun intercetto.[103]
- Mike Evans migliorò il suo record per il maggior numero di stagioni con almeno 1.000 yard ricevute all'inizio di carriera, con 10.[105]
- Evans divenne inoltre il terzo giocatore con almeno 10 stagioni con 1.000 yard ricevute in tutta la sua carriera, eguagliando Randy Moss e Jerry Rice.[101]
- I New England Patriots divennero la prima squadra nell'era del Super Bowl a perdere tre gare di fila in cui gli avversari segnarono non più di 10 punti a partita.[101]

Settimana 14
- Deebo Samuel divenne il secondo giocatore della storia a fare registrare 100 yard ricevute, un touchdown su ricezione e uno su corsa in due gare consecutive, dopo Timmy Brown.[106]
- Joe Flacco divenne il 19º quarterback a vincere 100 gare come titolare in carriera.[107]
- Jake Browning stabilì il record per la più alta percentuale di completamento dei passaggi nelle prime tre gare come titolare in carriera con 79,3%. Il precedente primato di 77,4% era detenuto da Chad Pennington[106][108]
- Keenan Allen divenne il giocatore più rapido a raggiungere le 900 ricezioni in carriera, con 139 gare. Il precedente record di 143 gare era di Antonio Brown.[109][110]
- Maxx Crosby divenne il quarto giocatore della storia a far registrare almeno 300 tackle e 50,0 sack nelle sue prime cinque stagioni.[111]
- I Pittsburgh Steelers divennero la seconda squadra a perdere due gare interne consecutive contro squadre con più di 10 sconfitte al momento della partita, dopo i Miami Dolphins del 2010.[112]
- I Dallas Cowboys divennero la prima squadra a segnare almeno 30 punti in ognuna delle prime sette gare in casa della stagione.[109]

Settimana 15
- Josh Allen stabilì il record per il maggior numero di partite con un touchdown su passaggio e uno su corsa, con dieci. Il precedente primato di nove era detenuto da Kyler Murray.[113]
- I Las Vegas Raiders stabilirono il record per il maggior numero di punti segnati nel primo tempo di una partita dopo non averne segnato alcuno nel turno precedente, con 42. Il primato precedente di 34 punti era stato stabilito nel 1927 dai Frankford Yellow Jackets.[114]

Settimana 16
- Josh Allen divenne il secondo quarterback con 50 touchdown su corsa in carriera, eguagliando Cam Newton.[115]

- Amari Cooper divenne il secondo giocatore con 200 yard ricevute in una partita per tre squadre differenti, eguagliando Terrell Owens.[116]
- Justin Jefferson stabilì il record per il maggior numero di yard ricevute nelle prime quattro stagioni in carriera, con 5.648. Il precedente primato di 5.512 yard era detenuto da Michael Thomas.[116]
- Jalen Hurts stabilì il record per il maggior numero di touchdown segnati su corsa da un quarterback in una stagione, con 15. Il precedente primato di 14 touchdown era detenuto da Cam Newton.[117]

Settimana 17
- Lamar Jackson divenne il quinto giocatore con il maggior numero di gare con un passer rating perfetto (minimo 10 passaggi tentati), con tre.[118]
- Patrick Mahomes divenne il secondo giocatore con 4.000 yard passate in almeno sei delle sue prime sette stagioni, eguagliando  Peyton Manning.[118]
- Josh Allen eguagliò il record di Jalen Hurts per il maggior numero di touchdown su corsa per un quarterback in una stagione, con 15.[119]
- I Cleveland Browns divennero la prima franchigia a qualificarsi ai play-off facendo giocare in stagione quattro diversi quarterback come titolari in più gare.[120]
- I Pittsburgh Steelers divennero la seconda squadra ad avere 20 stagioni consecutive con una percentuale di vittorie uguale o maggiore di .500, eguagliando i Dallas Cowboys (1965-1985).[121]

Settimana 18
- Puka Nacua stabilì il record per il maggior numero di yard ricevute in una stagione da parte di un rookie, con 1.486. Il precedente primato di 1.463 yard era detenuto Bill Groman dal 1960.[122]
- Nacua stabilì anche il record per il maggior numero di ricezioni in una stagione da parte di un rookie, con 105. Il precedente record di 104 ricezioni era detenuto da Jaylen Waddle.[122]
- Montez Sweat divenne il primo giocatore a guidare due squadre nella stessa stagione per numero di sack da quando questi fanno parte delle statistiche ufficiali dal 1982.[123]
- Sam LaPorta stabilí il record per il maggior numero di ricezione in una stagione per un rookie tight end, con 82. Il precedente primato di 81 ricezioni era detenuto da Keith Jackson.[124]
- LaPorta divenne anche il terzo rookie tight end con almeno 10 touchdown su ricezione, eguagliando Mike Ditka e Rob Gronkowski.[124]
- LaPorta e Jahmyr Gibbs divennero i primi due rookie compagni di squadra a segnare ognuno almeno 10 touchdown.[124]
- Bill Belichick eguagliò il record di Dan Reeves and Jeff Fisher per il maggior numero di sconfitte per un capo-allenatore, con 165.[125]
- La AFC North divenne la prima division dal 1935 con tutte le squadre a concludere la stagione regolare con un record vincente.[126]

## Leader della lega
| Categoria              | Giocatore                                     | N.         |
| Yard passate           | Tua Tagovailoa (MIA)                          | 4.624 yard |
| Touchdown passati      | Dak Prescott (DAL)                            | 36         |
| Yard corse             | Christian McCaffrey (SF)                      | 1.459 yard |
| Touchdown su corsa     | Raheem Mostert (MIA)                          | 18         |
| Ricezioni              | CeeDee Lamb (DAL)                             | 135        |
| Yard ricevute          | Tyreek Hill (MIA)                             | 1.799 yard |
| Touchdown su ricezione | Tyreek Hill (MIA) Mike Evans (TB)             | 13         |
| Tackle totali          | Bobby Wagner (SEA)                            | 183        |
| Sack                   | T.J. Watt (PIT)                               | 19,0       |
| Intercetti             | DaRon Bland (DAL)                             | 9          |
| Fumble forzati         | Bradley Chubb (MIA) Antoine Winfield Jr. (TB) | 6          |

Fonte:

## Premi

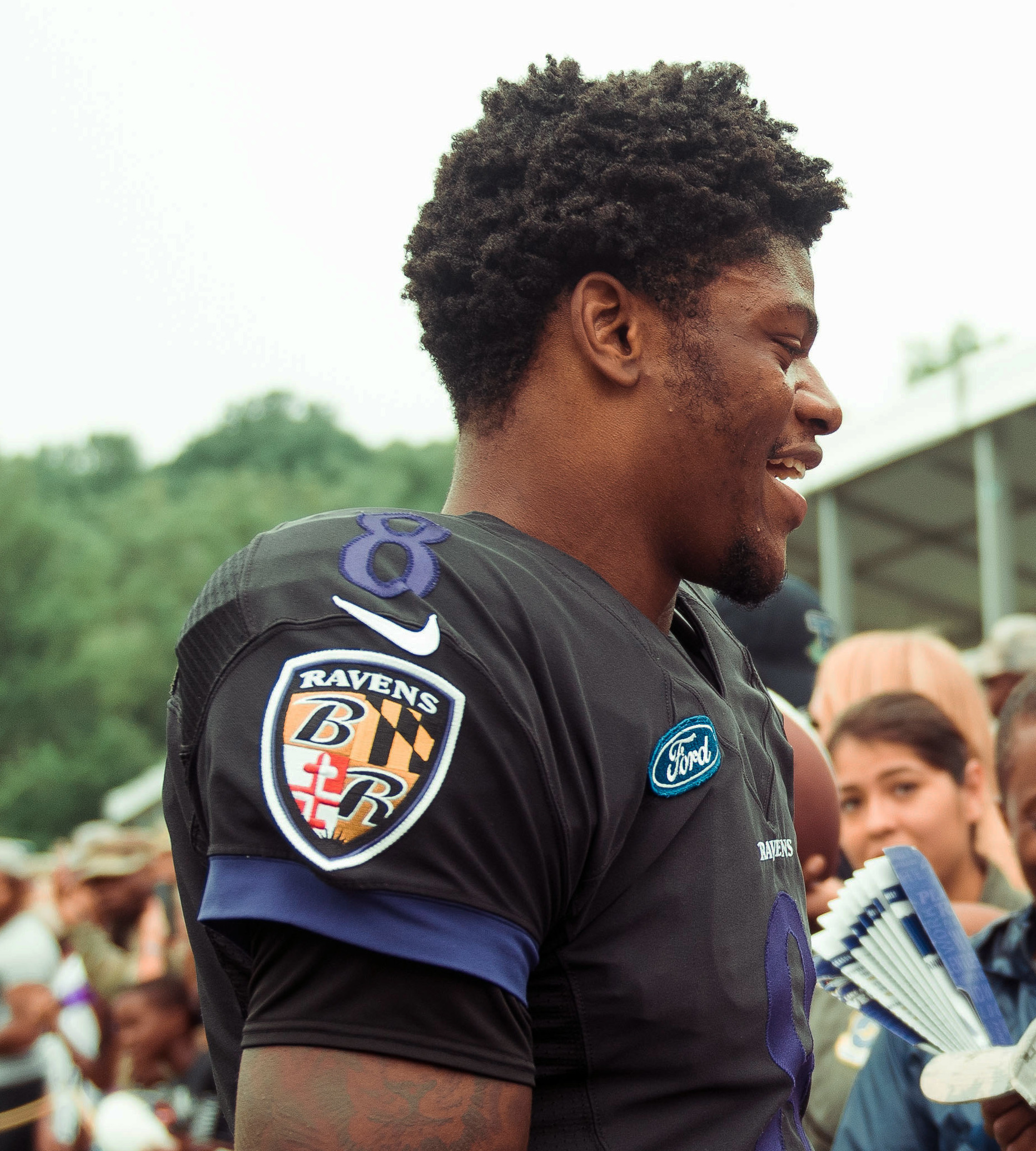
Nel 2023 Lamar Jackson è stato premiato per la seconda volta in carriera come MVP della NFL

### Premi stagionali
| Premio                            | Vincitore           | Ruolo           | Squadra             |
| --------------------------------- | ------------------- | --------------- | ------------------- |
| MVP della NFL                     | Lamar Jackson       | Quarterback     | Baltimore Ravens    |
| Giocatore offensivo dell'anno     | Christian McCaffrey | Running back    | San Francisco 49ers |
| Difensore dell'anno               | Myles Garrett       | Defensive End   | Cleveland Browns    |
| Allenatore dell'anno              | Kevin Stefanski     | Allenatore      | Cleveland Browns    |
| Rookie offensivo dell'anno        | C.J. Stroud         | Quarterback     | Houston Texans      |
| Rookie difensivo dell'anno        | Will Anderson Jr.   | Defensive end   | Houston Texans      |
| Comeback Player of the Year       | Joe Flacco          | Quarterback     | Cleveland Browns    |
| Walter Payton NFL Man of the Year | Cameron Heyward     | Tackle          | Pittsburgh Steelers |
| PFWA Dirigente dell'anno          | Brad Holmes         | General manager | Detroit Lions       |
| MVP del Super Bowl                | Patrick Mahomes     | Quarterback     | Kansas City Chiefs  |

### All-Pro
I seguenti giocatori sono stati inseriti nel First-team All-Pro dall'Associated Press:
| Attacco          | Attacco                                                           |
| ---------------- | ----------------------------------------------------------------- |
| Quarterback      | Lamar Jackson, Baltimore                                          |
| Running back     | Christian McCaffrey, San Francisco                                |
| Fullback         | Kyle Juszczyk, San Francisco                                      |
| Wide receiver    | Tyreek Hill, Miami CeeDee Lamb, Dallas Amon-Ra St. Brown, Detroit |
| Tight end        | George Kittle, San Francisco                                      |
| Tackle sinistro  | Trent Williams, San Francisco                                     |
| Guardia sinistra | Joe Thuney, Kansas City                                           |
| Centro           | Jason Kelce, Philadelphia                                         |
| Guardia destra   | Zack Martin, Dallas                                               |
| Tackle destro    | Penei Sewell, Detroit                                             |

| Difesa           | Difesa                                                                            |
| ---------------- | --------------------------------------------------------------------------------- |
| Edge rusher      | Myles Garrett, Cleveland T.J. Watt, Pittsburgh                                    |
| Interior lineman | Aaron Donald, Los Angeles Rams Chris Jones, Kansas City                           |
| Linebacker       | Fred Warner, San Francisco Roquan Smith, Baltimore Quincy Williams, New York Jets |
| Cornerback       | DaRon Bland, Dallas Sauce Gardner, New York Jets Trent McDuffie, Kansas City      |
| Safety           | Kyle Hamilton, Baltimore Antoine Winfield Jr., Tampa Bay                          |

| Placekicker    | Brandon Aubrey, Dallas      |
| Punter         | A.J. Cole, Las Vegas        |
| Kick returner  | Keisean Nixon, Green Bay    |
| Punt returner  | Rashid Shaheed, New Orleans |
| Special teamer | Miles Killebrew, Pittsburgh |
| Long snapper   | Ross Matiscik, Jacksonville |

### Premi settimanali e mensili
| Sett./ mese | Giocatore offensivo della sett./mese | Giocatore offensivo della sett./mese   | Difensore della sett./mese             | Difensore della sett./mese         | Giocatore degli special team della sett./mese | Giocatore degli special team della sett./mese |
| Sett./ mese | AFC                                  | NFC                                    | AFC                                    | NFC                                | AFC                                           | NFC                                           |
| ----------- | ------------------------------------ | -------------------------------------- | -------------------------------------- | ---------------------------------- | --------------------------------------------- | --------------------------------------------- |
| 1           | Tua Tagovailoa QB (Miami)            | Brandon Aiyuk WR (San Francisco)       | Jordan Whitehead S (New York Jets)     | Jessie Bates III S (Atlanta)       | Xavier Gipson WR (New York Jets)              | Jake Elliott K (Philadelphia)                 |
| 2           | Josh Allen QB (Buffalo)              | D'Andre Swift RB (Philadelphia)        | Alex Highsmith LB (Pittsburgh)         | Micah Parsons LB (Dallas)          | Nick Folk K (Tennessee)                       | Jake Camarda P (Tampa Bay)                    |
| 3           | De'Von Achane RB (Miami)             | Kenneth Walker III RB (Seattle)        | Terrel Bernard LB (Buffalo)            | Aidan Hutchinson DE (Detroit)      | Matt Gay K (Indianapolis)                     | Matt Prater K (Arizona)                       |
| Sett.       | Tua Tagovailoa QB (Miami)            | Christian McCaffrey RB (San Francisco) | T.J. Watt LB (Pittsburgh)              | Micah Parsons LB (Dallas)          | Tyler Bass K (Buffalo)                        | Jake Camarda P (Tampa Bay)                    |
| 4           | Josh Allen QB (Buffalo)              | Christian McCaffrey RB (San Francisco) | Khalil Mack OLB (Los Angeles Chargers) | Devon Witherspoon CB (Seattle)     | Brandon McManus K (Jacksonville)              | Jake Elliott K (Philadelphia)                 |
| 5           | Ja'Marr Chase WR Cincinnati          | D.J. Moore WR Chicago                  | Maxx Crosby DE Las Vegas               | Fred Warner LB San Francisco       | Greg Zuerlein K New York Jets                 | Blake Grupe K New Orleans                     |
| 6           | Raheem Mostert RB (Miami)            | Jared Goff QB (Detroit)                | Blake Cashman LB (Houston)             | Jordan Hicks LB (Minnesota)        | Dustin Hopkins K (Cleveland)                  | Jamison Crowder WR (Washington)               |
| 7           | Lamar Jackson QB (Baltimore)         | A.J. Brown WR (Philadelphia)           | Myles Garrett DE (Cleveland)           | Camryn Bynum S (Minnesota)         | Dustin Hopkins K (Cleveland)                  | Younghoe Koo K (Atlanta)                      |
| 8           | Joe Burrow QB (Cincinnati)           | Jalen Hurts WR (Philadelphia)          | Justin Simmons CB (Denver)             | Frankie Luvu S (Carolina)          | Thomas Morstead P (New York Jets)             | Brandon Aubrey K (Dallas)                     |
| Ott.        | Tyreek Hill WR (Miami)               | A.J. Brown WR (Philadelphia)           | Quincy Williams LB (New York Jets)     | Danielle Hunter LB (Minnesota)     | Brandon McManus K (Jacksonville)              | Brandon Aubrey K (Dallas)                     |
| 9           | C.J. Stroud QB (Houston)             | Joshua Dobbs QB (Minnesota)            | Kenny Moore CB (Indianapolis)          | Paulson Adebo CB (New Orleans)     | Derius Davis WR (Los Angeles Chargers)        | Tress Way P (Washington)                      |
| 10          | Devin Singletary RB (Houston)        | CeeDee Lamb WR (Dallas)                | Robert Spillane LB (Las Vegas)         | Nick Bosa DE (San Francisco)       | Marvin Mims WR (Denver)                       | Jason Myers K (Seattle)                       |
| 11          | Trevor Lawrence QB (Jacksonville)    | Brock Purdy QB (San Francisco)         | Jalen Ramsey CB (Miami)                | DaRon Bland CB (Dallas)            | Reggie Gilliam FB (Buffalo)                   | Ethan Evans P (Los Angeles Rams)              |
| 12          | Patrick Mahomes QB (Kansas City)     | Kyren Williams RB (Los Angeles Rams)   | Josh Allen DE (Jacksonville)           | Jessie Bates III S (Atlanta)       | Brandon McManus K (Jacksonville)              | Jake Elliott K (Philadelphia)                 |
| Nov.        | C.J. Stroud QB (Houston)             | Dak Prescott QB (Dallas)               | Khalil Mack LB (Los Angeles Chargers)  | DaRon Bland CB (Dallas)            | Wil Lutz K (Denver)                           | Cairo Santos K (Chicago)                      |
| 13          | Jake Browning QB (Cincinnati)        | Deebo Samuel WR (San Francisco)        | Derek Stingley Jr. CB (Houston)        | Antoine Winfield Jr. S (Tampa Bay) | J.K. Scott P (Los Angeles Chargers)           | Jalen Reeves-Maybin LB (Detroit)              |
| 14          | Zach Wilson QB (New York Jets)       | Tommy DeVito QB (New York Giants)      | Harold Landry LB (Tennessee)           | Ivan Pace Jr. LB (Minnesota)       | Tylan Wallace WR (Baltimore)                  | Brandon Aubrey K (Dallas)                     |
| 15          | James Cook RB (Buffalo)              | Baker Mayfield QB (Tampa Bay)          | Bradley Chubb LB (Miami)               | Julian Love S (Seattle)            | Ka'imi Fairbairn K (Houston)                  | Eddy Piñeiro K (Carolina)                     |
| 16          | Amari Cooper WR (Cleveland)          | Puka Nacua WR (Los Angeles Rams)       | Kyle Hamilton S (Baltimore)            | Ifeatu Melifonwu S (Detroit)       | Jason Sanders K (Miami)                       | Younghoe Koo K (Atlanta)                      |
| 17          | Lamar Jackson QB (Baltimore)         | Jordan Love QB (Green Bay)             | Rasul Douglas CB (Buffalo)             | Tyrique Stevenson CB (Chicago)     | Harrison Butker K (Kansas City)               | Gunner Olszewski WR (New York Giants)         |
| 18          | C.J. Stroud QB (Houston)             | Jordan Love QB (Green Bay)             | T.J. Watt LB (Pittsburgh)              | Antoine Winfield Jr. S (Tampa Bay) | Deonte Harty WR (Buffalo)                     | Jamie Gillan P (New York Giants)              |
| Dic./Gen.   | Lamar Jackson QB (Baltimore)         | Christian McCaffrey RB (San Francisco) | Derek Stingley Jr. CB (Houston)        | Antoine Winfield Jr. S (Tampa Bay) | Sam Martin P (Buffalo)                        | Brandon Aubrey K (Dallas)                     |

| Mese      | Rookie del mese                  | Rookie del mese                     |
| Mese      | Offensivo                        | Difensivo                           |
| --------- | -------------------------------- | ----------------------------------- |
| Sett.     | C.J. Stroud QB (Houston)         | Christian Gonzalez CB (New England) |
| Ott.      | Jordan Addison WR (Minnesota)    | Devon Witherspoon CB (Seattle)      |
| Nov.      | C.J. Stroud QB (Houston)         | Calijah Kancey DE (Tampa Bay)       |
| Dic./Gen. | Puka Nacua WR (Los Angeles Rams) | Kobie Turner DE (Los Angeles Rams)  |